# Zandgat

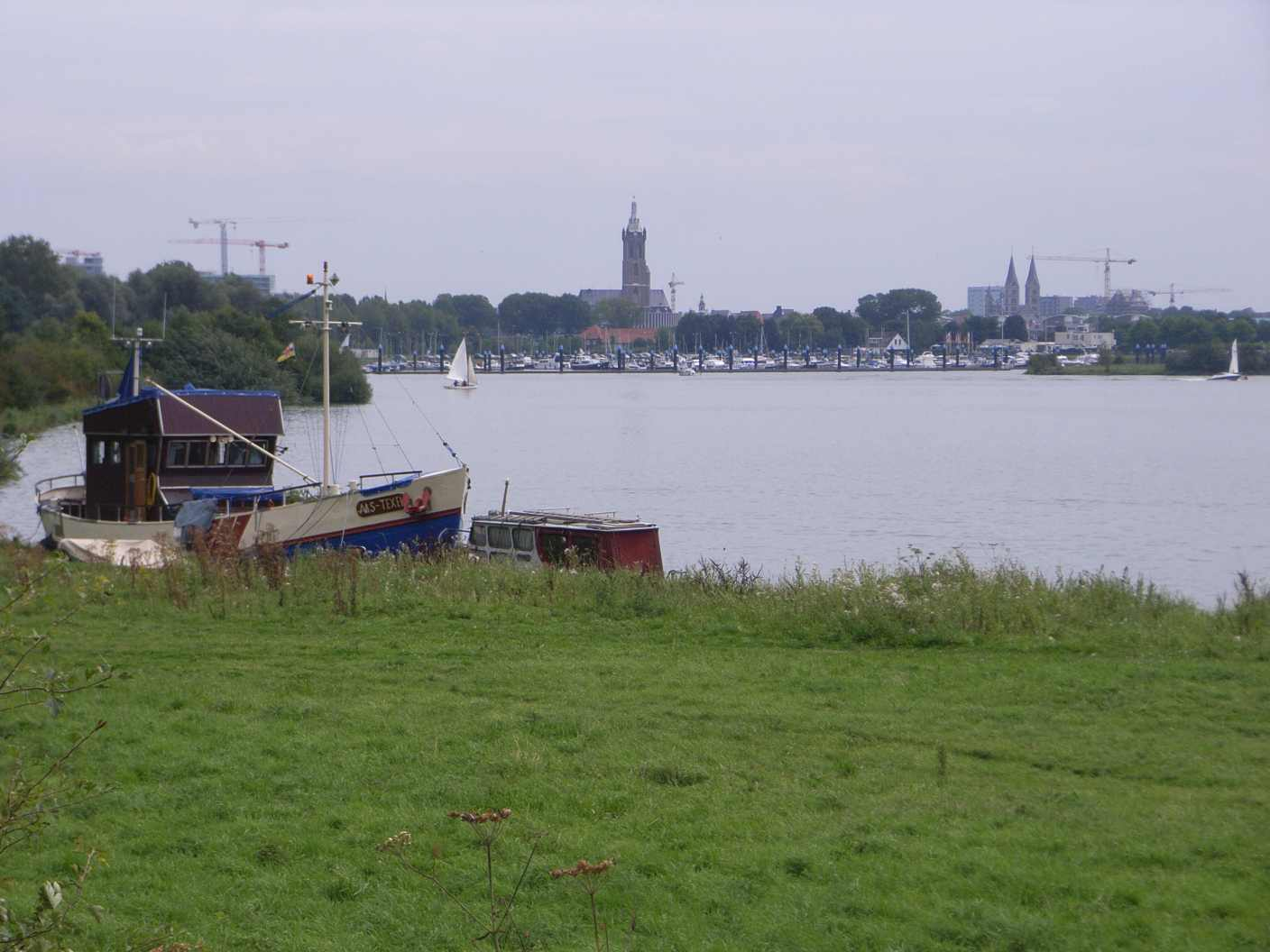
Maasplassen bij Roermond

Een zandgat, zavelput, zandput, zandwinput of grindgat is een met water gevulde uitgraving in het landschap ten behoeve van de zand- en grindwinning. Ze zijn soms veertig meter diep en er zijn winningsconcessies mogelijk tot zestig meter diepte. Dit in tegenstelling tot een kleiput, waar alleen de bovenlaag klei wordt afgegraven als grondstof voor bakstenen en dakpannen. Ze vervullen vaak een dubbelfunctie, bijvoorbeeld als recreatieplas, natuurgebied, waterberging of slibdepot.
Aanduidingen zoals zandafgraving en zandgroeve, die vooral in Vlaanderen wel gebruikt worden, hebben een iets andere betekenis dan zandgat: ze kunnen zowel naar natte als droge winning verwijzen.

## Grind, zand en klei
Het verschil tussen kleiputten en zandgaten is vanaf rivieren vaak zichtbaar doordat voor een zandgat een toegang gemaakt is, om met een baggermolen of zandzuiger het gat in te kunnen varen en met beunschepen of bakken het zand en grind daarna over de rivier af te voeren. Zand- en grindvervoer over water is vele malen goedkoper dan over de weg of via het spoor. Stroomopwaarts en dicht bij de stroombedding vindt men grind en het grofste zand, stroomafwaarts en verder van de rivier kan door de lagere stroomsnelheid ook fijner zand en klei bezinken. Dit geldt uiteraard ten opzichte van de oorspronkelijke stroom; rivieren verleggen voortdurend hun bedding als de mens niet ingrijpt. Zoals te verwachten was, vindt men langs de rivieren voornamelijk rivierzand, maar in Noord- en West-Nederland zijn er zandgaten met marien zand.

## Gebruik
Met schaarser wordend zand en een grotere druk op de beschikbare ruimte is de tendens om de gaten dieper en de oevers steiler te maken, wat een recreatieve functie lastig maakt. Bij diepe putten is het onderste water gewoonlijk vrijwel donker, wat de natuurontwikkeling sterk belemmert. Diepe delen van zandgaten zijn ongeschikt als zwemwater, omdat zeer koud water uit de soms tientallen meters diepe putten kan opwellen, wat gevaar voor kramp, onderkoeling en verdrinking geeft.
Van veel gaten zijn de verbindingen met het open water afgesloten na het beëindigen van de winning. Een reden hiervoor is dat de dekkende kleilaag, die voor de zandwinning afgegraven moest worden, soms niet verhandelbaar is en dan weer op een gemakkelijke plaats teruggestort wordt; ook angst voor verontreiniging vanuit de rivier speelt soms een rol, en een rondom lopende oever is voor beheer en landbouw praktisch.
De Kaliwaal in Druten is in gebruik als depot voor verontreinigd slib, de IJzeren Man in Vught is een gebied voor dagrecreatie met zwembad, visstekken en kleine pleziervaart met een restaurant en toeristische basisvoorzieningen. Hier is geen verbinding met open water: de stoombaggermolen die dit gat groef, werd ter plekke gebouwd en later ontmanteld. In Noord-Brabant zijn meer plassen met de naam IJzeren Man en het zijn allemaal zandgaten met recreatieve functie.
De Maasplassen in Nederlands Limburg zijn grindgaten die deels aangewezen zijn als natuurgebied, maar die anno 2009 ook het grootste aaneengesloten gebied van Nederland vormen dat ingericht is voor watersport. In België heeft Sibelco door de (aanvankelijk nog handmatige) winning van zilverzand bij Stevensvennen een uitgebreid plassengebied doen ontstaan dat ook de standaardcombinatie van natuurgebied en recreatie toont.

## Noord-Nederland
In Noord-Nederland wordt marien zand gewonnen. Zandgaten komen er minder voor dan langs de rivieren, maar RTV Noord telde er in 2009 zo'n dertig in Groningen en vijftig in Drenthe. Voorbeelden zijn Jonkers Zandgat bij het Drentse Gasselte en Botjes Zandgat in Groningen. Het eerste is met een dijkje in een diep deel en een ondiep recreatief deel gesplitst. In Botjes Zandgat gingen zandwinning en recreatie in het verleden ongemakkelijk samen, maar sinds 2011 zijn er voorzieningen voor dagrecreatie. Het fijne zand in deze plas wordt met een winzuiger gewonnen, wat zeer sterke stromingen en gladde, instabiele hellingen oplevert; in 2009 is (in een gedeelte waar een toegangsverbod gold) een oevergedeelte ter grootte van een voetbalveld ingeschaard (ingezakt). Bij steile taluds zijn inscharingen, zelfs in deze omvang, tamelijk gebruikelijk in zandgaten, zolang er wordt gebaggerd. Bij grindgaten komen inscharingen veel minder voor. Voor duikers zijn zandgaten gevaarlijker naarmate het zand fijner is: goed zicht kan plotseling tot vrijwel nul gereduceerd worden door opwervelend fijn zand, zelfs al als een duikbuddy vlak boven de bodem zwemt.

## Naamgeving
- De naam van de Noord-Franse kustplaats Sangatte is een verbastering van de oude Nederlandse naam Zandgat.
- Het natuurgebied en libellenreservaat Wyldemerk in de Friese gemeente De Friese Meren staat ook bekend als de Zandgaten.